# Fossalunga
Fossalunga (anticamente Fossalonga) è una frazione di Vedelago, in provincia di Treviso. Deve il suo nome al lungo fossato che attraversa da nord a sud l'intero territorio della frazione, anche se ormai quasi completamente interrato.

## Geografia fisica
Il territorio (il più vasto delle sette frazioni comunali) è totalmente pianeggiante, con un paesaggio di stampo agricolo. A nord si possono facilmente scorgere i colli dell'Asolano e le prealpi Bellunesi con il monte Grappa.

## Storia

### Origini
Il paese è sorto dove i fiumi Sile ed Cordevole hanno lasciato numerosi detriti alluvionali, a causa di questi detriti si era formata una specie di fossa molto lunga, probabilmente causata dal vecchio scorrere del fiume. Nell'898 in una delle incursioni degli Ungheri questa fossa è stata usata come sistema difensivo, ma non riuscì ad arginare l'incursione barbarica. Il nome del paese deriva dunque da questo fossato che in quel tempo di dominazione longobarda ed in particolare della casata dei Collalto, veniva chiamata wite-lag , che tradotto dal tedesco risulta fossa-lunga.
Successivamente il fossato è stato riutilizzato dai Veneziani per la realizzazione della Brentella, probabilmente una parte del tracciato attuale del canale si rifà al percorso dell'antica fossa.

### Medioevo
È una delle località interessate dalle vicende umane e storiche che si svolsero tra l'XI secolo e il XIII secolo e dalle numerose proprietà che videro protagonisti i vari componenti della famiglia degli Ezzelini. Proprietà che furono certosinamente accertate, censite e documentate dopo la loro definitiva sconfitta avvenuta nel 1260.

### Prima guerra mondiale
Dal 4 febbraio 1918 arriva il I Gruppo che resta fino al 4 novembre, la 131ª Squadriglia fino al 31 maggio, dalla metà di febbraio la 117ª Squadriglia fino al 14 luglio, dal 10 maggio la 4ª Sezione SVA che dal 20 ottobre diventa 56ª Squadriglia restando fino al 12 dicembre, dal 14 maggio la 5ª Sezione SVA fino al 20 luglio e dal 5 agosto la 115ª Squadriglia fino al marzo 1919.
Nel dicembre 1918 arriva anche il XXIII Gruppo (poi 23º Gruppo) fino al 1º agosto 1919.

## Monumenti e luoghi d'interesse

### Parrocchiale
Se il campanile pare sia stato costruito intorno al 1470, l'attuale chiesa invece sarebbe stata edificata tra il 1754 ed il 1787, per poi essere abbellita da monsignor Lorenzo Crico (a cui è intitolata la via più lunga del paese) nel primo quarto dell'Ottocento.
Ricca di affreschi, molti di essi portano la firma del pittore veneziano Giovan Battista Canal (suo il grande dipinto del soffitto, il Martirio e gloria di Sant'Agata, ma anche la Moltiplicazione dei pani e dei pesci a sinistra e la Raccolta della manna a destra). Importante anche il lavoro del pittore e decoratore Giuseppe Borsato.

## Cultura
Tra le attività promosse dai vari gruppi di volontariato a febbraio la kermesse dei carri mascherati in occasione del carnevale e dei festeggiamenti della Patrona S. Agata Martire il 5 febbraio e la maratona di Sant'Agata.

## Infrastrutture e trasporti

### Strade
Postumia
La parte meridionale di Fossalunga è attraversata in direzione est-ovest dalla ex strada statale 53 Postumia oggi regionale.

### Mobilità urbana
- Autobus Fossalunga è coperta dal servizio di MOM - Mobilità di Marca. Esistono due fermate, "al bivio" e "ricciardina" entrambe lungo la SR53. La linea di riferimento è la numero 106 (Treviso-Castelfranco-Cittadella-Vicenza) e la n. 211 (Castelfranco-Vedelago-Montebelluna).[6]
- Treno In paese non è presente una stazione ferroviaria. Le più vicine sono quelle di Albaredo ed Istrana (poste sulla linea Castelfranco-Treviso) e quella di Fanzolo (posta sulla linea Castelfranco-Montebelluna-Feltre).

## Sport
La squadra di calcio locale, il Dal Santo Fossalunga (dal nome del suo presidente), milita attualmente in Prima Categoria Veneta. I colori sociali del Fossalunga sono il nero e l'arancio.
L'impianto sportivo in cui gioca la squadra è dotato di un campo da calcio principale (con tribunetta coperta da circa 150 posti) e da uno in terra, usato per gli allenamenti.
L'Associazione Pattinaggio Fossalunga regolarmente costituita ed iscritta alla F.I.H.P oltre ad altri enti,ha avuto tra i suoi tesserati atleti vincitori di Campionati Italiani.